# الغول (ماوية)

تعديل مصدري - تعديل

الغول هي إحدى قرى مديرية ماوية بمحافظة تعز اليمنية، بلغ تعداد سكانها 796 نسمة حسب التعداد السكاني في اليمن في 2004.